# Mulya Jaya (Mesuji Raya)
Mulya Jaya is een bestuurslaag in het regentschap Ogan Komering Ilir van de provincie Zuid-Sumatra, Indonesië. Mulya Jaya telt 2047 inwoners (volkstelling 2010).